# Wodnicha oliwkowobiała

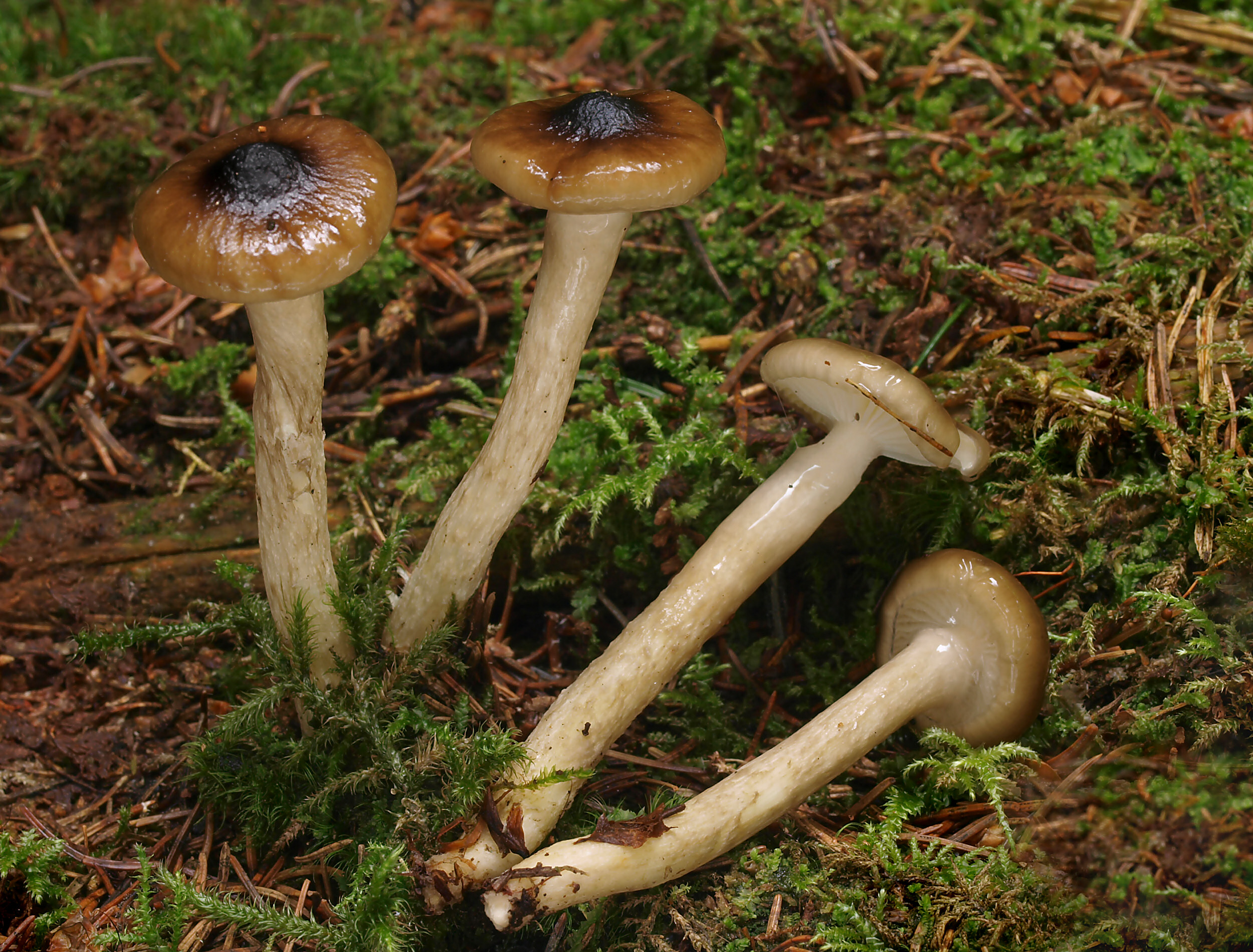

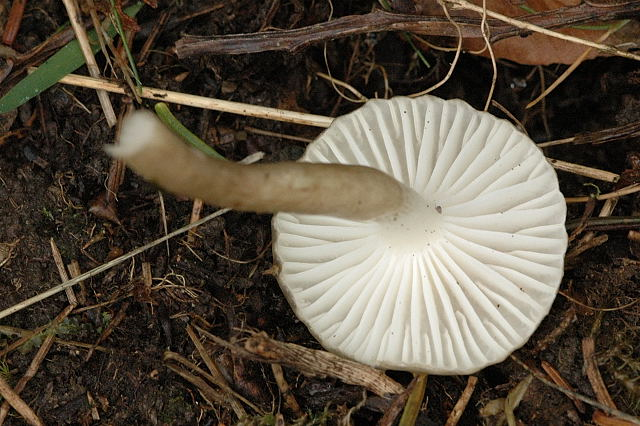
Blaszki

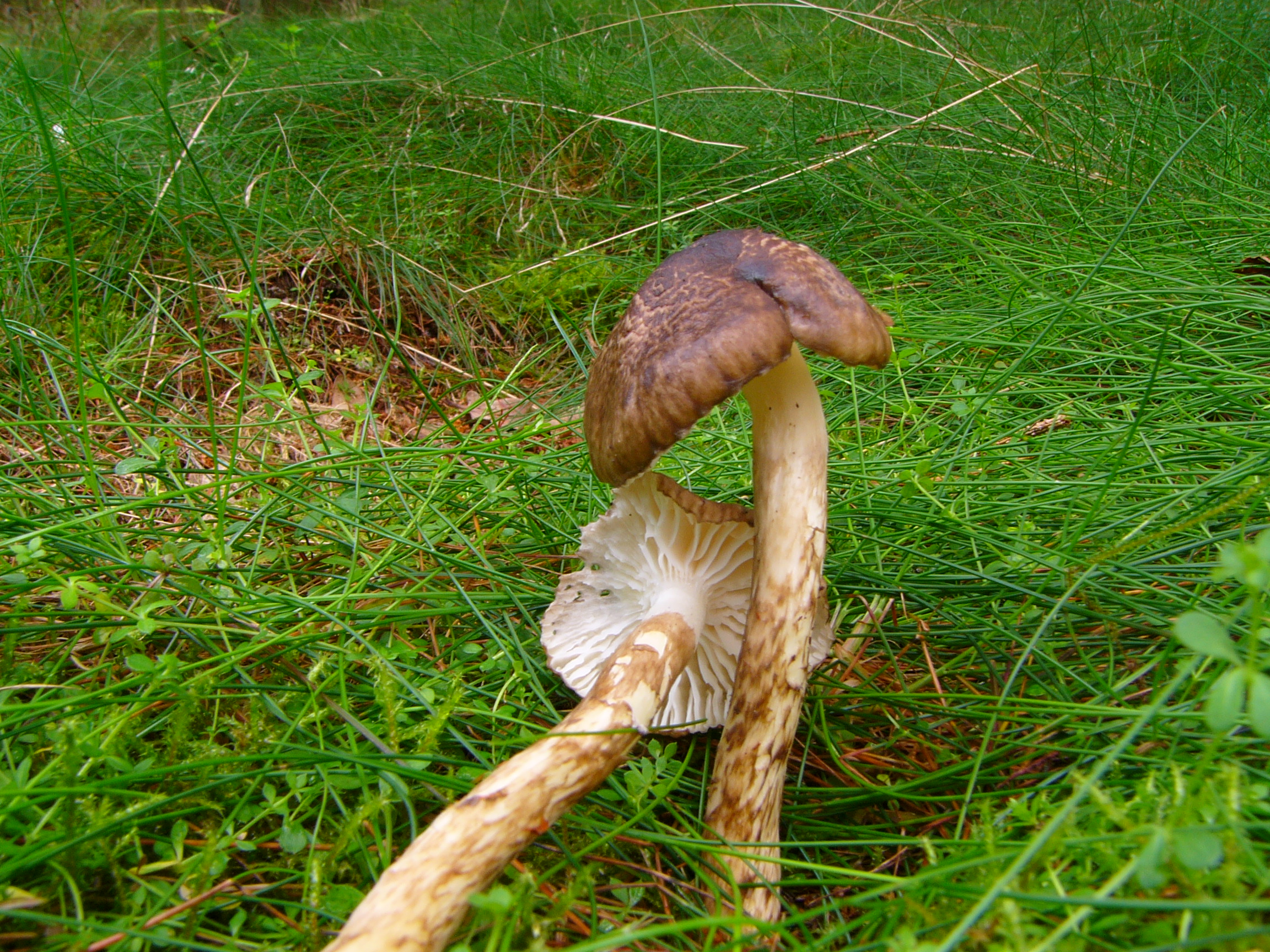

Wodnicha oliwkowobiała (Hygrophorus olivaceoalbus  (Fr.) Fr.) – gatunek grzybów z rodziny wodnichowatych (Hygrophoraceae).

## Systematyka i nazewnictwo
Takson ten oficjalnie po raz pierwszy opisany został w 1815 r/ przez Eliasa Friesa jako Agaricus olivaceoalbus, w 1838 r. tenże sam autor przeniósł go do rodzaju Hygrophorus (wodnicha) i ta nazwa według Index Fungorum jest obecnie aktualna. 
Niektóre synonimy naukowe:
- Agaricus limacinus subsp. olivaceoalbus (Fr.) Pers. (1828)
- Agaricus olivaceoalbus Fr. 1815
- Hygrophorus olivaceoalbus var. candidus Quél. 1881
- Hygrophorus olivaceoalbus var. gracilis Maire 1933
- Hygrophorus olivaceoalbus var. intermedius Hesler & A.H. Sm. 1963
- Hygrophorus olivaceoalbus (Fr.) Fr. 1838 var. olivaceoalbus
- Limacium olivaceoalbum (Fr.) P. Kumm. 1871

Nazwę polską podali Barbara Gumińska i Władysław Wojewoda w 1983 r. 

## Morfologia
Kapelusz
Średnica 3–7 cm, za młodu półkulisty lub dzwonkowaty, później łukowaty, a u starszych okazów płaski lub wklęsły. Na środku posiada tępy garb. Powierzchnia o barwie od siwobrązowej do oliwkowobrązowej, środek kapelusza ciemniejszy. Jest bardzo śluzowaty i posiada ciemniejsze włókienka, widoczne jednak tylko u okazów podsuszonych.
Blaszki
Dość grube i rzadkie, zbiegające na trzon, dość często pofałdowane. Kolor od białego do kremowego. Przy trzonie czasami połączone są poprzecznymi anastomozami.
Trzon
Wysokość od 4 do 12 cm, średnica od 5 do 12 mm, walcowaty, wysmukły, zwężający się ku podstawie, pełny, głęboko osadzony w podłożu. Powierzchnia biaława (z wyjątkiem otrębiastego miejsca pod kapeluszem) i pokryta resztkami śluzowatej osłony tworzącej zygzakowaty wzór.
Miąższ
Na wierzchołku kapelusza żółtawy, poza tym biały. Jest cienki, miękki i soczysty. Smak i zapach niewyraźny. 
Cechy mikroskopowe
Wysyp zarodników jest biały. Zarodniki elipsoidalne, gładkie, o rozmiarach 12,5–16 × 7–8,5 µm. Nie są amyloidalne; odczynnik Melzera barwi je na żółto. Podstawki 4-zarodnikowe z krótkimi, przysadzistymi sterygmami. Mają rozmiary 46–62 µm. Cheilocystyd i pleurocystyd brak. Skórka ma grubość 250–450 µm i zbudowana jest z ciemnych strzępek o grubości 2–3 µm.

## Występowanie i siedlisko
Występuje w całej Ameryce Północnej oraz w Europie. W Europie Środkowej gatunek dość częsty.
Rośnie w wilgotnych lasach iglastych, na kwaśnych glebach, głównie pod świerkami.

## Znaczenie
Grzyb mikoryzowy. Jest grzybem jadalnym i mimo niewielkich rozmiarów może mieć dla grzybiarzy znaczenie, gdyż często występuje gromadnie. W celach spożywczych przed gotowaniem należy ściągnąć śluzowatą skórkę. Opinie co do przydatności spożywczej i wartości smakowych tych grzybów są podzielone. Cenione są szczególnie w Hiszpanii, zwłaszcza w Katalonii.
Grzyb ten jako metabolity wtórne wytwarza pochodne cyklopentanów o działaniu przeciwgrzybiczym i przeciwbakteryjnym, szczególnie w odniesieniu do bakterii Gramm dodatnich. Może być źródłem antybiotyków, szczególnie ważnych z tego względu, że działają one na szczepy bakterii opornych na metycylinę, cyprofloksacynę i wankomycynę.

## Gatunki podobne
- wodnicha oliwkowobrązowa (Hygrophorus personii). Jest większa, bardziej śliska i rośnie w lasach liściastych[5],
- wodnicha późna (Hygrophorus hypothejus). Jest mniejsza i ma cały miąższ żółtawy[5].
- wodnicha brunatnobiała (Hygrophorus latitabundus). Jest wyraźnie większa, ma jaśniejsze barwy, miąższ bezbarwny, gruby, jędrny[12].

Można je rozróżnić reakcjami chemicznymi: 
- u wodnichy oliwkowobiałej w reakcji z NaOH trzon barwi się na pomarańczowo-czerwono[12].
- u wodnichy brunatnobiałej trzon w reakcji z KOH zmienia barwę na cytrynowożółtą, potem żółto-pomarańczową, a w końcu na brązowoczekoladową. W reakcji z NaOH trzon barwi się na ochrowożółto[12].
- u wodnichy oliwkowobrązowe kapelusz w reakcji z amoniakiem barwi się na zielono[12].